# Lasiommata petropolitana
Lasiommata petropolitana là một loài bướm thuộc họ Nymphalidae. Nó có thể được tìm thấy ở những phần rộng lớn của châu Âu, từ Pyrenees và Alps đến Scandinavia và Phần Lan, sang Nga và Xibia.
Con đực dài 19–21 mm. Con trưởng thành bay in one hoặc two generations từ tháng 4 đến tháng 9.
Ấu trùng ăn nhiều loại cỏ, chủ yếu là Dactylis glomerata, Festuca rubra và Festuca ovina.